# Maximilien Godefroy

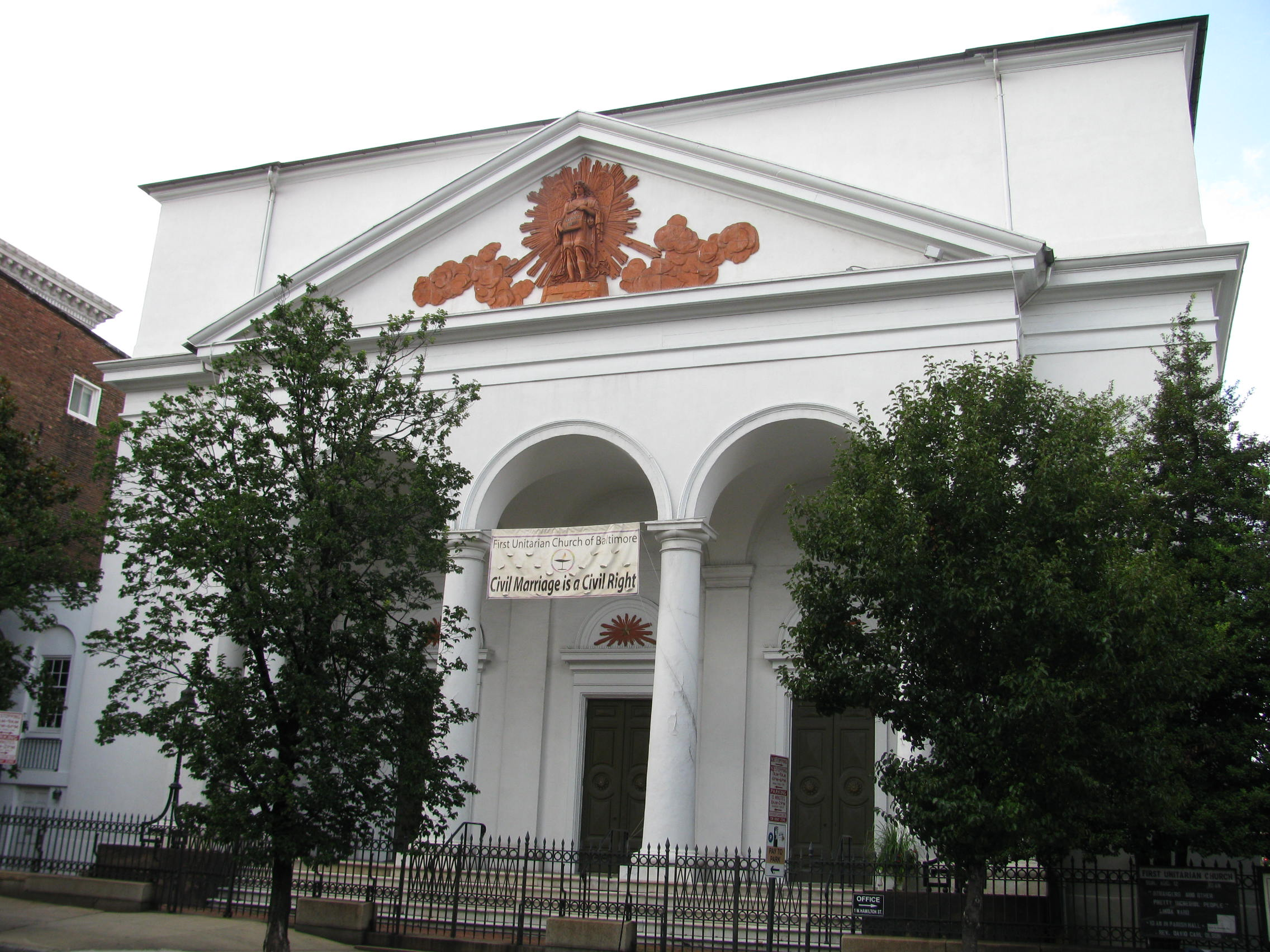
Première église presbytérienne (Baltimore, Maryland), 1818

Jean Maximilien Maur Godefroy, ou encore Maximilien Godefroy ou Maximilian Godefroy ou P.-M.-F. Godefroy en Angleterre, né en 1765 à Paris et mort le 7 avril 1848, est un architecte, dessinateur, aquarelliste, paysagiste et ingénieur militaire français.
Il est avec Benjamin Henry Latrobe, l'introducteur de l'Architecture néo-classique aux États-Unis. Son travail a été influencé par Jean-Nicolas-Louis Durand et Jacques-François Blondel.

## Biographie
Il est né à Paris d'un père hongrois, Stéphane Godefroy, et de Marie Catherine Boulnez. Il a effectué ses études en France en tant qu'ingénieur civil.

### Militaire
Pendant la Révolution française, il s'est battu brièvement pour le camp royaliste. Il affirmera avoir été ravis de la prise de la Bastille et la promulgation de la Constitution de 1791, et aussi d'avoir été un royaliste en 1789 et un fugitif au cours de la deux années suivantes.
Il prétendait avoir été un de ceux qui ont adressé une pétition au roi en juin 1792 et été blessé lors de la Journée du 10 août 1792 où il sert dans la Garde constitutionnelle du Roi. Pour une raison qu'il ne donne pas spécifiquement, alors peintre, il est arrêté par le Tribunal révolutionnaire de Paris le 12 août 1793 et jeté en prison. Il s'est échappé et s'est caché à Paris jusqu'à ce qu'il soit entré dans l'armée en 1794.
Son service militaire dure du 14 février 1794, jusqu'au 17 septembre 1795, date de sa libération. Il a servi dans un certain nombre de postes de secrétariat avant de rejoindre le 5e régiment de chasseurs à cheval à Soissons. Là, les officiers du régiment lui donne le prénom de Maximilien pour le distinguer d'un autre Godefroy. Il a lui-même rapporté qu'il avait tenté de déserter en 1794 à afin de rejoindre une armée royaliste.
À son retour à Paris avec ses papiers de décharge, il a gardé Maximilien, l'ajoutant à son nom complet, Jean Maur Godefroy et quand il est arrivé en Amérique, le e à un a. En 1794, frappé de fatigue, il fut libéré du service militaire pour s'occuper de sa famille, principalement sa sœur. Il est possible que la carrière militaire de Maximilien Godefroy se soit accompagnée d'une Obusite.
En moins d'un mois après sa libération de l'armée, le 11 octobre 1795, il est établi près de Beaugency, dans le département du Loiret.
Il affirme qu'il a perdu à son poste à la suite réorganisation complète de l'administration. Le dernier des emplois était celui de secrétaire à Philippe Joseph de Rostaing, ancien officier de cavalerie et expert sur les fortifications.
Formé en géographie comme science militaire, il appliqua son éducation à partir de 1798 à la gestion de patrimoine pour sa famille et, sous le patronage de ceux qui favorisaient une monarchie constitutionnelle, il obtint des emplois comme clerc, dans les départements des impôts et de la trésorerie.
Il était considéré comme quelqu'un qui passait du temps à construire des châteaux en Espagne, signifiait quelqu'un qui était mentalement fatigué, peut-être de la bataille, certainement choqué.
Avec la montée de Napoléon Bonaparte, il perd ses emplois, s'associe à ceux qui s'opposent au nouveau régime et, en 1803, il est sous la surveillance de la très redoutée Police, dirigée par Joseph Fouché.
On lui attribue un quatrain sur l’insertion du nom de Saint-Napoléon dans le calendrier, à la place de celui de saint Roch : Hélas! Pauvre saint Roch, c’est ainsi qu’on te chasse Par saint Napoleon te voilà remplacé Il fut le mitrailleur, tu fus le mitraillé C’est le sort du vaincu, le vainqueur prend sa place,.

### Emprisonnement
Il est arrêté par la police de Joseph Fouché, en tant qu'activiste anti-bonapartiste en 1803. Lors de son arrestation  le 3 septembre 1803, ses papiers ont été saisis, et ils comprenaient trois essais: Sur la Louisiane, Mes châteaux dans la Nouvelle Espagne (...la Louisiane), Une famille indépendante de Hongrie. Le premier écrit concernait les raisons pour lesquelles la France ne devait pas vendre la Louisiane. L'auteur, qui signe à la fin Max ..., cosmopolite, apparaît comme un homme d'une vision politique et économique considérable, puisqu'il anticipe l'inévitable sécession entre le Nord et le Sud. Godefroy y cherche à inventer un moyen d'aider l'Angleterre à se défendre contre l'invasion de Napoléon et à soutenir les revendications des Bourbons au trône de la France, en particulier la branche d'Orléans qui plus tard verrait Louis Philippe Ier devenir roi en 1830.
Lorsque l'arrestation de Godefroy fut ordonnée par le juge, on apprit qu'il travaillait à amener en Angleterre une machine utile à la défense des côtes contre une invasion : un cheval de frise portatif Interrogé, Godefroy a nié tous ces faits.
Il est interrogé le 22 septembre par Desmarest[Lequel ?].
Prisonnier d’État, non jugé et considéré comme instable mentalement, il est brièvement incarcéré dans le Temple de Paris, puis transféré au fort de Bellegarde, par un ordre de mars 1804. Alors que la sœur de Godefroy bombardait Joseph Fouché de pétitions et de demandes de libération de son frère, la décision fut prise de l'emmener au Château d'If. La réaction de Godefroy au transfert fut de s'échapper et, déclenchant une vaste chasse à l'homme, pour que Godefroy se rende.
Il est donc emprisonné ensuite au Château d'If. À un moment donné, Dieudonnée, sa sœur, le supplia de le voir en prison, notant son inquiétude sur sa santé et que « la privation totale de toute société au cours des 18 derniers jours peut aussi devenir pernicieuse pour sa raison et son existence même, compte tenu de l'irritation excessive ses nerfs ». Godefroy lui-même écrirait à propos de ses propres pensées à l'époque : « Pourquoi ne devrais-je pas choyer mes propres [imaginations] sur les chemins solitaires dans les vastes probabilités du futur, et pourquoi, finalement, laisser mon âme, agitée à jamais telle qu'elle est et en perpétuelle ébullition, s'évaporer sans rien laisser pour moi... »
En prison, il reconstitue  son chef-d'œuvre en charbon de bois sur la Bataille de Poltava. Godefroy, en dehors de ses travaux architecturaux, a considéré le dessin qu'il a fait de la Bataille de Poltava alors qu'il était incarcéré au Château d'If, son plus beau travail

### Bipolarité
Tout au long de sa vie, Maximilian Godefroy a exposé les caractéristiques de ce qui aujourd'hui serait diagnostiqué comme une condition de trouble bipolaire grave qui l'a conduit à de grandes hauteurs de créativité et à des profondeurs de dépression extrêmes. Son obsession pour la Louisiane, sa stratégie militaire et son invention du cheval de frise portatif qui, avec sa Bataille de Poltava, façonneront de façon spectaculaire la personne qu'il deviendra avec l'aide de sa femme Eliza.
Dans l'une de ses dix-sept pages de diatribes écrites pendant qu'il était emprisonné, Godefroy citait sa version du livre de Job, chapitre 32 : « Je suis plein de choses que j'ai à dire, et mon esprit est comme dans le travail, jusqu'à ce que je présente mes pensées. Je suis rempli comme d'un vin qui n'a pas d'air, et je vais éclater comme de nouveaux vases dans lesquels il est mis. Je parlerai donc, et alors je respirerai ».
Lorsque sa sœur, Dieudonnée Godefroy, se battit avec succès auprès de Joseph Fouché pour le faire sortir de prison en 1805 après avoir été incarcéré sans procès pendant près de 15 mois pour des activités subversives au régime napoléonien, elle le fit comprendre aux autorités (avec qui elle était d'accord), que son esprit a été torturé, peut-être même déséquilibré.
Sa sœur a travaillé sans relâche pour la libération de son frère, en écrivant le seul compte rendu fiable de sa jeunesse, en particulier les années où il a été accusé d'être un subversif au régime napoléonien.

### États-Unis
La sœur de Godefroy réussi à obtenir sa libération à condition d'émigrer en Amérique et de ne pas constituer une nuisance supplémentaire pour Napoléon Ier. Avec la permission de Joseph Fouché, il la rencontra à Orléans. Il est parti sur Le Rose, en arrivant à New York en avril de 1805.
Il travaille brièvement à Philadelphie. Il s'installe à Baltimore en décembre 1805, dans le Maryland, où il devint instructeur en dessin, art et science militaire au séminaire Sainte-Marie de Baltimore (en), le Séminaire des Sulpiciens, jusqu'en 1818. Le fils de Benjamin Henry Latrobe y étudie, et Benjamin Henry Latrobe devient l'ami de Godefroy qui le définira plus tard comme un génie.
Tout au long de sa carrière à Baltimore, Maximilien Godefroy a eu de la difficulté à se faire connaître, son anglais étant à peine covenable pour la conversation, et sa capacité à écrire dans cette langue était inexistante. Il comptait sur les autres pour traduire et défendre pour lui
En 1807, il dresse pour le séminaire les plans d'une chapelle qui est censée être le premier édifice néo-gothique des États-Unis. Pierre-Joseph de Clorivière, élève de ce séminaire à cette époque, fut sans doute inspiré par cette chapelle pour la réaliasation de la chapelle du Georgetown Visitation Monastery.

### Cheval de frise
En septembre 1808, quelques semaines avant son mariage avec Eliza, Maximilien envoya la boîte en acajou contenant ses modèles de cheval de frise portatif à Frederick d'York, Duc d'York. La lettre de refus reviennent rapidement le 24 novembre. En avril 1809, Aaron Burr est chargé de récupérer la boîte, mais apparemment sans succès. Godefroy, comme Latrobe a été attiré par les plans d'Aaron Burr pour ses terres de Louisiane.
Godefroy était alors bien établi en tant que professeur de dessin, peinture, architecture et fortifications. Récupérer la boîte faisait partie des efforts de Godefroy pour s'établir comme un expert en ingénierie militaire et en défense.
Latrobe admet qu'il a osé adoucir l'expression de désapprobation que ce vieux soldat utilise ... et explique que ses efforts pour promouvoir Godefroy en tant qu'expert militaire ont rencontré une forte résistance de la part du secrétaire James Madison et du président Thomas Jefferson qui a rejeté Godefroy en mars 1806. Peu de temps après son arrivée à Baltimore, Godefroy a trouvé quelqu'un qui, en fin de compte, abandonnerait ses propres aspirations à une carrière de rédacteur et d'écrivain pour être le principal traducteur, publicitaire et défenseur de Godefroy, sa future femme.
Joseph Robinson avait imprimé le traité de Godefroy sur la façon dont les États-Unis se défendaient : Military reflections on four modes of defence for the United States, traduit par Eliza, avec des extraits publiés dans son périodique The Observer. La brochure est acclamée par d'autres auteurs sur la politique et la tactique militaires américaines, mais le Congrès américain l'a rejetée, un défenseur suggérant que c'était à cause d'un fort parti pris anti-français alors qu'un journal local le jugeait controversé.
En 1808, Louis de Tousard publie un récit flatteur de l'expertise militaire de Godefroy dans American Artillerist's Companion. Il connaissait probablement Godefroy personnellement, ayant vu l'appareil.

### Mariage avecEliza Crawford Anderson
Maximilian Godefroy prétendait appartenir à l'aristocratie de l'Ancien régime et se désignait toujours comme le comte de Saint-Mard, tout comme ses associés et sa femme, Eliza Crawford Anderson.
Le 29 décembre 1808, lors d'une cérémonie civile à Burlington, au New Jersey, en présence de son père, Eliza Crawford Anderson et Maximilien Godefroyont été mariés par un juge de paix. Eliza Crawford Anderson était le rédacteur en chef de son propre périodique, The Observer et nièce d'un riche marchand de Baltimore. Son père, le Dr John Crawford, était l'un des fondateurs du Collège de médecine du Maryland.
Ils sont alors retournés à Baltimore pour vivre dans sa maison sur la rue Hanover, où Maximilien Godefroy a donné des leçons privées, et ils ont pris soin du père d'Eliza avec l'aide d'un esclave que son père possédait.
Il n'y a aucune preuve qu'Eliza ait repris l'écriture ou la traduction. Au lieu de cela, elle devint la traductrice et l'avocate en chef de son mari, agissant même comme intermédiaire lors la rupture du partenariat avec Benjamin Latrobe en 1816.
De temps en temps, Godefroy avait des commissions qui lui rapportaient un revenu et amélioraient sa notoriété. Godefroy trouva cependant difficile de subvenir à ses besoins à Baltimore. La vie avec son mari n'était pas facile. Ils étaient toujours à court d'argent, à l'exception du moment où le Battle Monument était en construction et Godefroy avait des perspectives d'emploi à Richmond.

### Architecture
Pendant son séjour à Baltimore, il a conçu un certain nombre de structures importantes et célèbres, y compris le St. Mary's Seminary Chapel, (une partie du groupe de bâtiments universitaires démoli en 1970 pour un parc) du séminaire Sainte-Marie de Baltimore (en) le long des rues St. Mary's et Orchard dans le quartier de Seton Hill, dans le nord-ouest de la ville, le Battle Monument, sur l'ancien tribunal de la ville centrale en septembre 1814, et la Première église presbytérienne de Baltimore.
Il élabora aussi des fortifications à Baltimore, permettant de résister à la menace des Anglais durant la guerre de 1812 avec les Britanniques, et lors de la bataille de Baltimore.
Ses autres projets sont: la Banque Commerciale et Agricole (maintenant démolie), ainsi que les portes de fer et les monuments dans les sépultures sous l'église presbytérienne de Westminster de Baltimore, le Sally Port (porte d'entrée) à Fort McHenry, ainsi que la soumission des plans pour le concours de design de 1815 pour le Washington Monument qui sera construit à Baltimore.
De temps en temps, Godefroy avait des commissions qui lui rapportaient un revenu et améliorait sa notoriété. Godefroy trouva cependant difficile de subvenir à ses besoins à Baltimore. La vie avec son mari n'était pas facile. Ils étaient toujours à court d'argent, à l'exception du moment où le Battle Monument était en construction et Godefroy avait des perspectives d'emploi à Richmond.

#### Liens avecBenjamin Henry Latrobe
Godefroy fit la connaissance de l'architecte britannique anglo-américain Benjamin Henry Latrobe, (1764-1820). Peu de temps après son arrivée en 1805 et jusqu'en 1817, Maximilian Godefroy, Eliza Anderson et Benjamin Henry Latrobe étaient de bons amis, se soutenant mutuellement et apprenant les uns des autres.
Pendant que Latrobe travaillait à sa commission de construction de la cathédrale catholique, Godefroy testait ses compétences architecturales sur la construction de la chapelle Sainte-Marie pour les sulpiciens et l'église unitarienne proche géographiquement de la cathédrale. Ensemble, en 1806-1807, ils tentèrent de maintenir The Observer à flot avec leur écriture et leur montage, mais en vain.
Cependant, tout en travaillant avec Latrobe sur le Baltimore Merchant's Exchange, le partenariat de Godefroy et Latrobe s'est stoppé. Latrobe devait avoir contribué à la conception globale, tandis que Godefroy devait exécuter les dessins et superviser la construction. Godefroy a changé les plans pour refléter ses propres idées. Latrobe aurait beaucoup de mal à faire face aux sautes d'humeur de Godefroy, si bien que leur amitié s'est dissoute en 1816 sur ce projet commun dans lequel Latrobe a jugé nécessaire d'accepter des modifications des dessins originaux de Godefroy. La controverse était centrée sur les plans de Godefroy pour la partie du bâtiment de l'échange qui abritait la Deuxième Banque des États-Unis qui se trouverait au centre de la tempête financière qui mit fin aux perspectives d'affaires de Godefroy en Amérique.
Après la séparation, Latrobe a continué à créditer Godefroy du design pour le devant de la Bourse, et n'a pas rivalisé avec lui pour les plans pour concevoir la nouvelle First Independent Church. Godefroy, a cependant, blâmé Latrobe pour son incapacité à obtenir plus de travail à Baltimore.

#### Guerre de 1812

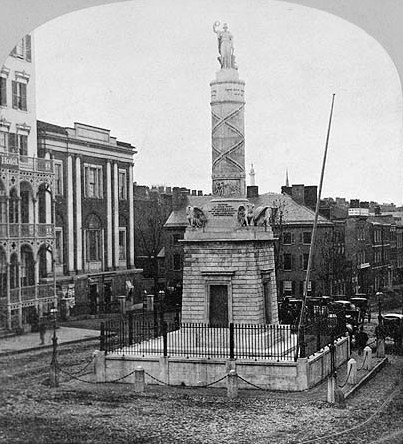
Battle Monument, Baltimore

Dans les années précédant la guerre de 1812, Maximilien Godefroy perfectionna ses compétences d'architecte tout en exposant son art. En 1814, il envisagea sérieusement de devenir un citoyen américain, déclarant devant le tribunal du comté de Baltimore, en avril 1814, son intention, mais il ne donnera jamais suite.
Au début de la guerre avec la Grande-Bretagne, Godefroy eut l'occasion de démontrer ses compétences en ingénierie militaire et, l'année suivant la bataille de Baltimore contre les Britanniques, il obtint la commission d'ériger un monument de bataille pour ses camarades tombés au combat. Il n'a jamais été capable de maîtriser l'anglais suffisamment pour promouvoir sa carrière, et dépendait d'Eliza pour écrire en anglais pour lui, peut-être même pour présenter ses propositions à des clients potentiels dont le comité supervisant l'érection d'un monument pour ceux qui ont perdu la vie pour la défense de Baltimore.
Pour défendre la ville contre les Britanniques, un comité de vigilance et de sécurité a été formé. Il employa pratiquement tous les citoyens valides, libre noir et esclave dans la construction des positions défensives entourant la ville. Maximilian Godefroy était parmi ceux choisis pour concevoir et superviser les travaux.
Avec la ratification du Traité de Gand mettant fin à la guerre le 18 février 1815, le Comité de Vigilance découvrit qu'il lui restait des fonds avec lesquels il décida de construire un mémorial pour ceux qui perdirent la vie à la défense de la ville. Godefroy a été choisi pour concevoir et construire le monument de la bataille. Pour ce monument, il a employé un certain nombre d'artisans comprenant Antonio Capellano.

### Retour en Europe
Les perspectives de prospérité n'ont pas duré. La Crise bancaire de 1819 assèche les perspectives de revenus à la fois à Richmond et à Baltimore. En 1819, les perspectives de Godefroy s'étaient assombries avec l'effondrement financier de beaucoup, sinon de la plupart des clients potentiels de Godefroy dans la panique causée par la spéculation sur le stock de la Second Bank of the United States.
En 1819, l'épidémie de fièvre jaune à Baltimore, pousse la famille Godefroy à aller de l'autre côté de l'Océan Atlantique. La famille quitte Baltimore en 1819 pour l'Angleterre. Godefroy écrivit à son ami le peintre Thomas Sully à Philadelphie pour lui demander des références en Angleterre et lui dire au revoir. Précipitamment sans beaucoup d'avertissement, ils embarquèrent sur un bateau pour Londres avec tous leurs biens matériels restants, Eliza ayant vendu son intérêt dans la maison de Hanover à son cousin, le fils de John O'Donnell, Christopher Columbus O'Donnell.
Peu de temps après leur départ, la fille de 19 ans de Mme Godefroy, issue de son premier mariage, également nommée Eliza, attrape la fièvre jaune à bord du navire et décède.

#### Angleterre
Quand les Godefroy arrivèrent à Liverpool après pas mal de difficultés, ils n'avaient pas assez d'argent pour payer les droits de douane sur leurs bagages, et une grande partie de leurs biens, y compris les dessins, les peintures et les livres de Godefroy, restèrent en stock jusqu'à ce que la facture soit payée .
Godefroy ne trouva pas beaucoup d'affaires à Londres. La communauté des émigrés français à Londres l'aida, mais en 1827, lui et Eliza se tournèrent vers la France pour être soulagés et étaient prêts à déménager encore une fois.

#### Retour en France
Le retour des Bourbons sur le trône en France se révéla quelque peu bénéfique aux Godefroy.

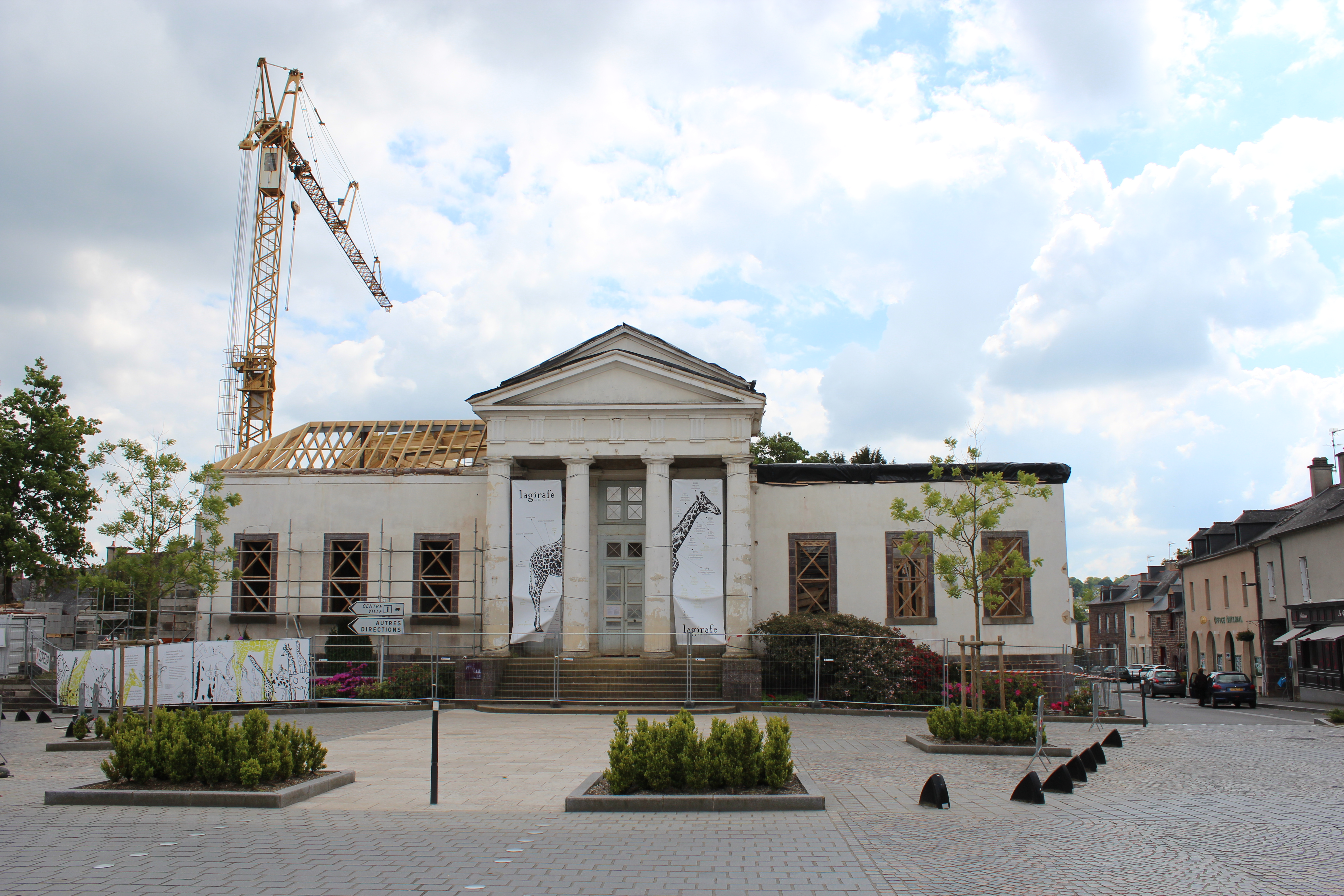
Palais de justice de Montfort-sur-Meu

Godefroy se vit confier le rôle d'architecte en chef departemental de l'Ille-et-Vilaine, et de la ville de Rennes en juin 1826. Il finit par se brouiller avec le maire de Rennes. Le conseil municipal soutint Godefroy et lui donna 3 000 francs d'indemnité de départ.

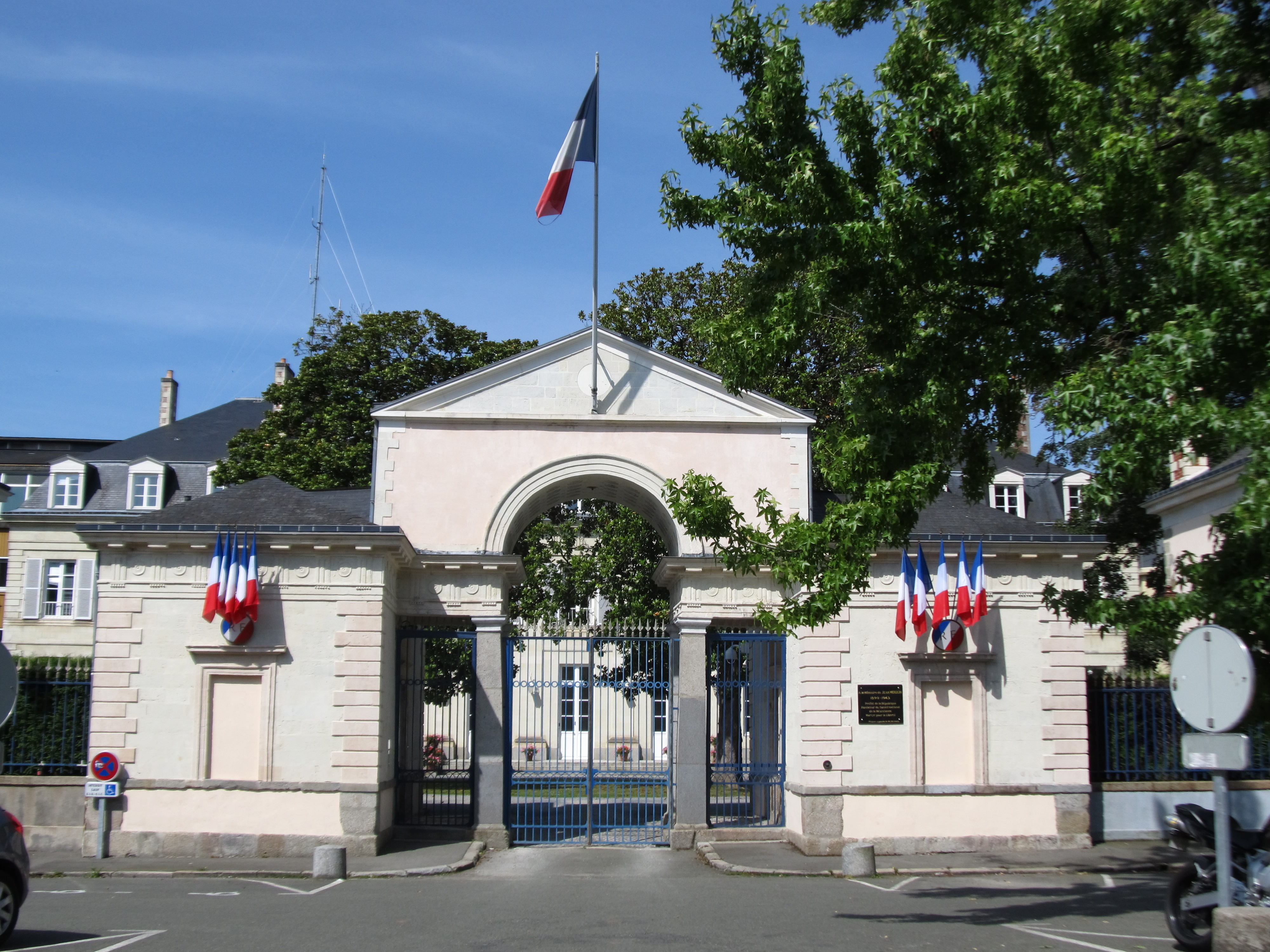
Préfecture de la Mayenne

Godefroy passa à son dernier poste d'architecte comme architecte départemental de la Mayenne à Laval en 1828.
Lorsque Louis-Philippe Ier devient roi en 1830, Godefroy reçoit une petite pension pour service rendu lors de l'Ancien Régime. La pension ne dura cependant pas et fut révoquée lorsque Godefroy refusa de témoigner de sa pauvreté, préférant vivre de son salaire de Laval.
Avant sa mort, il dessina une nouvelle aile à l'ancien Palais de Justice de Laval, une annexe au Lycée de Laval (1837) et à l'Hôtel de préfecture de la Mayenne, situés tous les deux à Laval.
Eliza a écrit abondamment au nom de son mari. Elle a écrit un certain nombre de lettres demandant l'aide de Ebenezer Jackson Jr.. Jackson a fourni une assistance matérielle, et a fini par posséder une importante collection de documents de Maximilien Godefroy ainsi que son dessin de la Bataille de Poltava.
Il demeurait à Laval, place de la Préfecture en 1836 et prenait les titres de membre de l'Académie de Philadelphie et de l'Université de Baltimore.
Après la mort de sa femme en 1839, il a discrètement disparu. Sa patrie restait la France de l'Ancien Régime. Il n'y a aucune trace de ce qui est arrivé à Maximilien Godefory, alors âgé de 73 ans, après la mort d'Eliza. En 1840, il annote une brève notice biographique de lui-même exprimant sa détresse de tout ce qu'elle avait souffert en retournant avec lui dans sa France natale. En 1842, trois ans après la mort d'Eliza, il avait disparu de Laval. Il n'y a aucune trace de sa mort, ni de l'endroit où il a été enterré.

## Réalisations

### Architecture
- St. Mary's Seminary Chapel, Baltimore (1806–08)
- Commercial and Farmers' Bank (1812–13—détruite)
- St. Thomas Roman Catholic Church and Howard-Flaget House, Bardstown, dans le Kentucky (1813–16)
- Battle Monument, Baltimore (1815–25)
- Merchants' Exchange Building (1816-1820, demoli en 1904)
- First Unitarian Church, Baltimore (1817-1818)
- RC Charities School, Clarendon Square, Londres (1825–26—détruit)
- Palais de justice de Montfort-sur-Meu, inspiré par de la First Unitarian Church de Baltimore (1830 à 1836)
- Hospice des Aliénés, Mayenne (1829–36)
- Portique d'entrée de l'hôtel de préfecture de la Mayenne (1830)
- Nouvelle aile à l'ancien Palais de Justice de Laval
- Presbytère de Chammes[41] (1831)
- Annexe au lycée de Laval (1837)

### Peinture
- En 1811 et 1813, il figure aux expositions de la Society of Artists de Philadelphie. Il y présente deux dessins néo-classiques : Mercure dans les nuages, et Tête de Priam. Il envoie à l'exposition de 1811, la première d'une série proposée de vues des États-Unis : Harper's Ferry, Virginie, et à l'exposition de 1813, un paysage dessiné sans titre : D'après nature sur les berges du Patapsco à Ellicot's Mills. Il expose aussi la Bataille de Poltava, qu'il expose aussi à Londres en 1821, et au Salon de Paris en 1833.
- Son dessin remarquable de la Bataille de Poltava, est désormais détenue par la Maryland Historical Society, depuis 1958[42].

### Publications
- Coup d'Oeil sur l'Intérêt de l'Europe dans les Debats Actuels du Congres des États-Unis, au Sujet de la Louisiane. Paris: H.L. Perronneau, mai 1803. in 8. 23 pages
- Military reflections on four modes of defence for the United States, Joseph Robinson, Baltimore, 1807.

## Portrait
Un portrait de Maximilien Godefroy provenant du Rembrandt Peale Museum Collection, appartient désormais au Maryland State Archives.